# (16682) Donati
(16682) Donati ist ein Asteroid des Hauptgürtels, der am 18. März 1994 von den italienischen Astronomen Marco Cavagna und Valter Giuliani am Osservatorio Astronomico Sormano (IAU-Code 587) in Sormano entdeckt wurde.
Der Asteroid wurde am 13. Juli 2004 nach dem italienischen Astronomen Giovanni Battista Donati (1826–1873) benannt, der die Spektroskopie von Himmelskörpern vorantrieb. Er untersuchte als einer der Ersten das Spektrum eines Kometen und ist der Entdecker von sechs Kometen, darunter den mit bloßem Auge sichtbaren C/1858 L1 (Donati).
Er veranlasste die Regierung, zwischen 1860 und 1872 das Arcetri-Observatorium auf einem Hügel bei Florenz zu erbauen.